# The Best (compilation)
Pour les articles homonymes, voir Best.
Albums de Miliyah Katō, Shimizu Shota
Loveland
(2014)
Compilations par Miliyah Katō
M Best
(2011)
The Best est la 1recompilation de Miliyah Katō et Shimizu Shota, sorti sous le label Mastersix Foundation le 2 avril 2014 au Japon. Il atteint la 4e place du classement de l'Oricon. Il se vend à 23 861 exemplaires la première semaine et reste classé 4 semaines pour un total de 42 322 exemplaires vendus. Il sort en format CD et CD+DVD.

## Liste des titres
| 1.  | Sakura Melody                                                          |  |
| 2.  | Love Forever                                                           |  |
| 3.  | My love goes on                                                        |  |
| 4.  | Believe                                                                |  |
| 5.  | Jewelry                                                                |  |
| 6.  | Looking your eyes                                                      |  |
| 7.  | Konya wa Boogie Back feat. Shimizu Shota & SHUN (今夜はブギー・バック) |  |
| 8.  | Escape                                                                 |  |
| 9.  | Still                                                                  |  |
| 10. | Forever Love                                                           |  |
| 11. | You're the only one for me                                             |  |
| 12. | I'm your Angel                                                         |  |
| 13. | Love Story                                                             |  |

| 1. | Love Forever (Clip Vidéo)                                                           |  |
| 2. | Forever Love (Clip Vidéo)                                                           |  |
| 3. | Believe (Clip Vidéo)                                                                |  |
| 4. | Konya wa Boogie Back feat. Shimizu Shota & SHUN (Clip Vidéo) (今夜はブギー・バック) |  |
| 5. | Love Story (Clip Vidéo)                                                             |  |
| 6. | Sakura Melody (Clip Vidéo)                                                          |  |
| 7. | Behind the Scenes of Sakura Melody～trip to LOVE                                    |  |